# Masato Harasaki
Masato Harasaki (原崎 政人?, Harasaki Masato; Prefettura di Aomori, 13 agosto 1974) è un allenatore di calcio ed ex calciatore giapponese, di ruolo centrocampista.

## Carriera
Dopo una carriera decennale da calciatore, trascorsa indossando le casacche di Shonan Bellmare e Omiya Ardija, nel 2017 iniziò ad allenare le selezioni giovanili del Vegalta Sendai.
Con il club esordì anche nel ruolo di allenatore della prima squadra nel 2022, dopo alcune esperienze da vice all'Omiya Ardija e al V-Varen Nagasaki.
Nel 2024, varcò i confini nipponici, sedendo sulla panchina dei thailandesi del BG Pathum Utd.